# روبرتو كالاسو
روبرتو كالاسو ، من مواليد 30 مايو 1941 في فلورنسا بإيطاليا وتوفي في 28 يوليو 2021 في ميلانو، كاتب ومحرز إيطالي.
تم نشر جميع العناوين في الأصل من قبل دار نشر أديلفي في ميلانو ، والتي أدارها و قام بيها روبرتو كالاسو لمدة 50 عامًا.

## المذكرات والمراجع
1. ↑  Brockhaus Enzyklopädie (بالألمانية), OL:19088695W, QID:Q237227
2. ↑  Archivio Storico Ricordi، QID:Q3621644
3. 1 2   https://www.ansa.it/sito/notizie/topnews/2021/07/29/e-morto-roberto-calasso_fc2aa9db-4b9f-4388-aefe-b4a754fff7b9.html. اطلع عليه بتاريخ 2021-07-29. {{استشهاد ويب}}: |url= بحاجة لعنوان (مساعدة) والوسيط |title= غير موجود أو فارغ (من ويكي بيانات) (مساعدة)